# 克莱顿·唐纳德森
克莱顿·安德鲁·唐纳德森（英語：Clayton Andrew Donaldson，1984年2月7日—）是一名牙買加籍足球運動員，司職前鋒，現時效力英乙球會布拉德福德。

## 早年
唐纳德森生於西约克郡布拉德福德，求學時期已在學校踢足球。他自小便是布拉德福德球迷，曾加入球會的青年軍，但16歲時未能獲得一紙合約而被釋出，之後他與赫尔城的青年隊教練發挖而簽約加盟該會青年軍。

## 球會生涯

### 赫尔城
唐纳德森首場職業比賽是2002年10月22日英格蘭聯賽錦標3-1不敵韦尔港的賽事，在60分鐘換入，當時他仍是球隊的青年軍一員。2002年11月，他被外借到英格蘭北部超級聯賽球會哈羅蓋特鎮，在新球會首秀便取得進球，11月12日作客盖茨黑德的賽事他在68分鐘打進一球使球隊以3-1取勝。他在英格兰足球联赛首場比賽是2003年2月8日代表赫爾城在81分鐘換入達米安·德拉尼，最終以1-0輸給林肯城。兩天後，他與球會簽下兩年職業合約。
2003年8月，唐纳德森被外借至英格蘭足球議會聯賽球會斯卡布羅三個月，首場比賽是2003年8月23日主場以2-1不敵保顿艾尔宾足球俱乐部。此外，外借期間他還有另一次聯賽上場和兩次聯賽錦標上場機會，以4次上場記錄結束他的斯卡布羅之旅。2004年2月他被外借到哈利法哈斯鎮一個月，2月8日首次代表新球會上場，在58入鐘入替，最終以2-0不敵馬格特。這段外借之旅他共有四次上場記錄。2004/05球季，由於唐纳德森在赫爾城的上場機會並不大，於是他在9月被外借回哈羅蓋特鎮一個月，9月18日重回哈羅蓋特鎮首秀便打進一球，以3-0擊敗蘭卡斯特。2004年10月，唐纳德森被選為英格蘭足球議會北部聯賽當月最佳球員，該月他在5場比賽中打進3球。唐纳德森在哈羅蓋特鎮的第二次外借之旅以11場4球成績結束，到2004/05球季季末，由於赫爾城教練彼得·泰勒未能保證他在一隊有上場時間，於是被球會放棄釋出。

### 約克城
被赫爾城釋出後，唐纳德森曾與巴罗傾談合約事宜，但他最終在2005年6月與約克城簽約。他在約克城首個球季便打進18球，使他當選為球會年度最佳球員。季後他與球會續約至2007年。

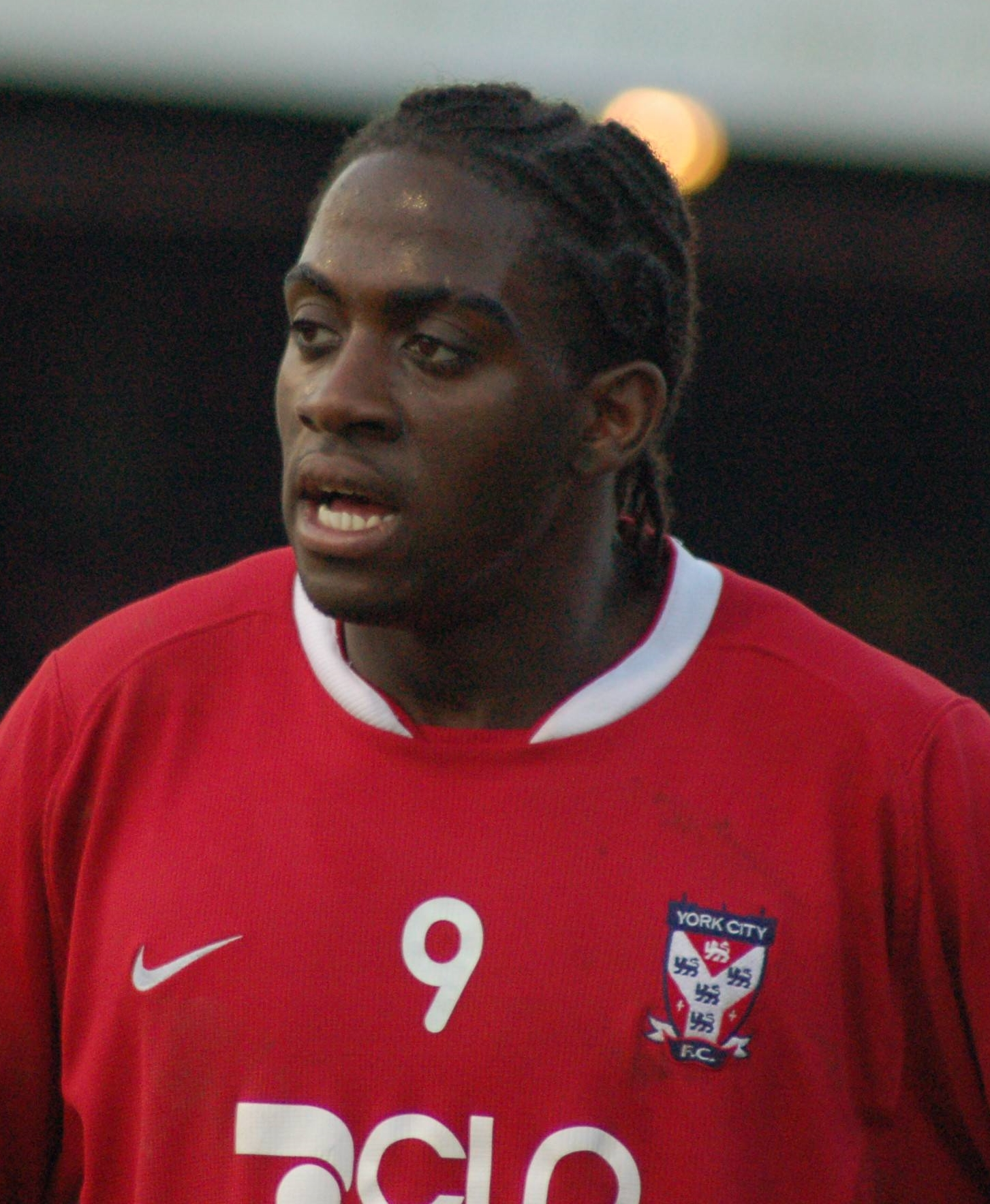
2007年效力約克城的唐纳德森

約克城教練比利·麥克尤恩在9月時把唐纳德森比作保罗·万乔普，但在10月以2-0敗給牛津联後，麥克尤恩批評唐纳德森在進攻上自私使球隊付出代價。2006年底，唐纳德森成為轉會傳言的主題人物。狼隊教練米克·麥卡錫在2006年11月觀看了他在1-0擊敗奥特林查姆的比賽，該比賽唐纳德森打進個人在賽季的第12顆進球。此外蘇超球會希伯尼安亦有派人觀看他的比賽表現。

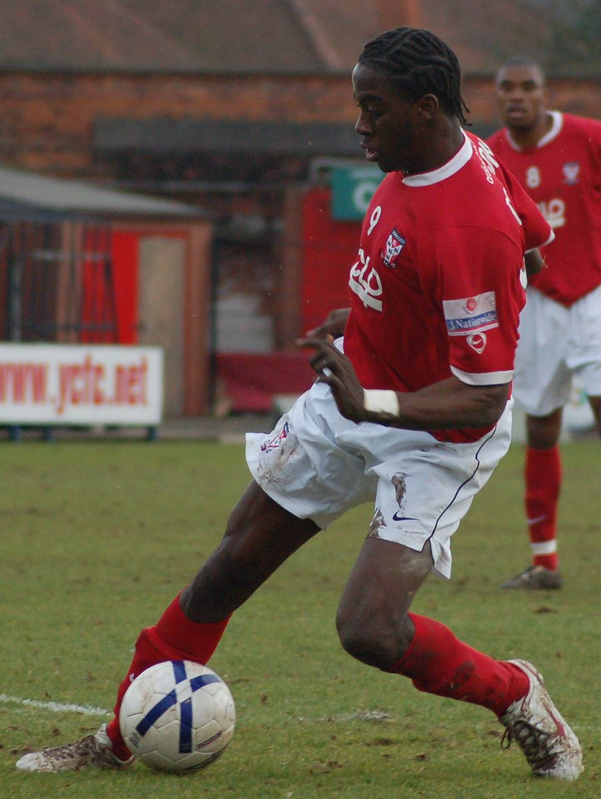
2007年效力約克城的唐纳德森

2006年12月18日，唐纳德森拒絕了球會提供的一份新合約，意味著他季後便成為自由身。斯坎索普联和彼得伯勒联足球總監在2006年12月觀看了他的比賽。彼得伯勒联出價10萬鎊出購唐纳德森，但出價未能使約克城滿意而告吹，據報2007年1月約克城替唐纳德森標價50萬鎊。艾宁顿斯坦利提議現金加球員來換取唐纳德森，但艾宁顿斯坦利的25,000鎊的出價被約克城拒絕。後來艾宁顿斯坦利加碼至六位數，但約克城回覆說他是非賣品。
2007年1月20日以2-1不敵京达米士特的賽事，唐纳德森因為用手肘而吃紅牌及停賽3場。之後斯坎索普出價買入唐纳德森，但約克城認為未符合他的身價而拒絕，之後斯坎索普教練稱他不會花大錢簽下唐纳德森。2007年1月29日，希伯尼安宣佈已與唐纳德森簽下三年合約。希伯尼安希望立即唐纳德森帶到蘇格蘭並出價5萬鎊立即收購，但被約克城拒絕，約克城教練希望他能完成其合約才離隊。
2007年2月6日，唐纳德森停賽完畢並代表球會出戰對奥特林查姆的比賽，復出後首顆進球是在2007年3月13日對劍橋聯的比賽，演出帽子戲法。4月，有關他無心留戀約克城的傳言四散，唐纳德森表示他會全力以赴代表約克城出戰餘下賽事。2006/07球季他共替約克城打進26球，其中24球是聯賽進球，使他在射手榜排行第三。

### 希伯尼安
唐纳德森在2007年7月10日的季前熱身賽對布里金城打進在希伯尼安的首顆進球。2007年8月，他在蘇格蘭足球超級聯賽首場比賽便是對宿敵哈茨，9月透過主射點球打進在希伯尼安首顆聯賽進球，擊敗法尔科克，可是他在這比賽中吃紅牌離場。停賽完畢後首場比賽是蘇格蘭聯賽盃對马瑟韦尔並攻入一球。之後唐纳德森在聯賽對基马诺克的比賽戴帽。
唐纳德森未在新教練米克苏·帕特莱宁的計劃中，在2008年2月傳出英甲球會克鲁有意簽下他。2007/08賽季他在各項賽事上場21次打進6球，最後進球是2007年12月對法尔科克的比賽。季後傳出英乙球會达灵顿有意簽下唐纳德森，最終會方告訴唐纳德森他被掛牌求售。克魯在賣掉射手尼基·梅纳德獲得225萬鎊資金後，傳出會收資簽下他並已與唐纳德森展開談判。雙方球會最終同意一筆六位數的轉會費，唐纳德森亦同意合約條款，轉會至克魯。

### 克魯
2008年8月18日，唐纳德森轉會至克魯並簽約三年。8月23日，他首次代表球會上場參與2-1擊敗沃尔索尔的比賽，在81分鐘替補換入。11月，他在對哈德斯菲尔德的賽事打進在克魯的首顆進球，最終仍以3-2戰敗收場。接著的足總盃第一輪他打進致勝球，以1-0擊敗艾贝斯费特联晉級。2008/09球季，他在各項賽事上場43次共打進7球。
2009年8月，他因腓骨斷裂而傷出8週。2009/10球季，唐纳德森在各項賽事上場39次共打進13球。2010/11賽季首次上場是8月7日對靴尔福特联，8月21日7-0大勝巴尼特的比賽打進在新球季的首顆進球。該球季他上場48次打進29球，其中28球是聯賽進球，使他成為當季英乙神射手。

### 布伦特福德

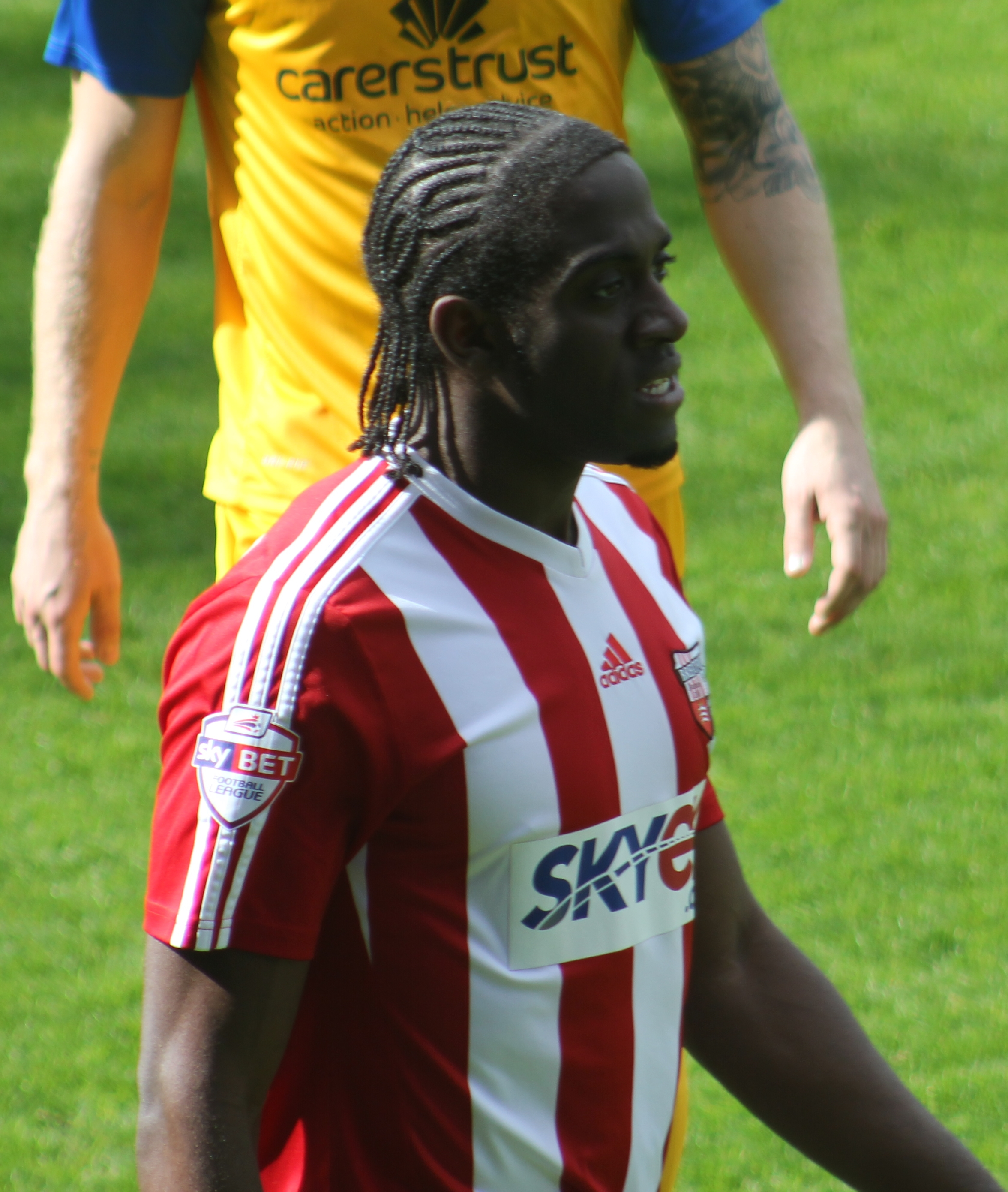
2014年效力布伦特福德的唐纳德森

唐纳德森在2011年7月1日以自由身與英甲球會布伦特福德簽下三年合約。2012/13球季，他當選為布伦特福德年度最佳球員，該季他在各項賽事上場56次打進24球。2013/14球季助球隊取得聯賽亞軍，取得來季在英冠參賽資格後，主教練馬克·沃伯頓確認會向唐纳德森提供一份新合約。

### 伯明翰城

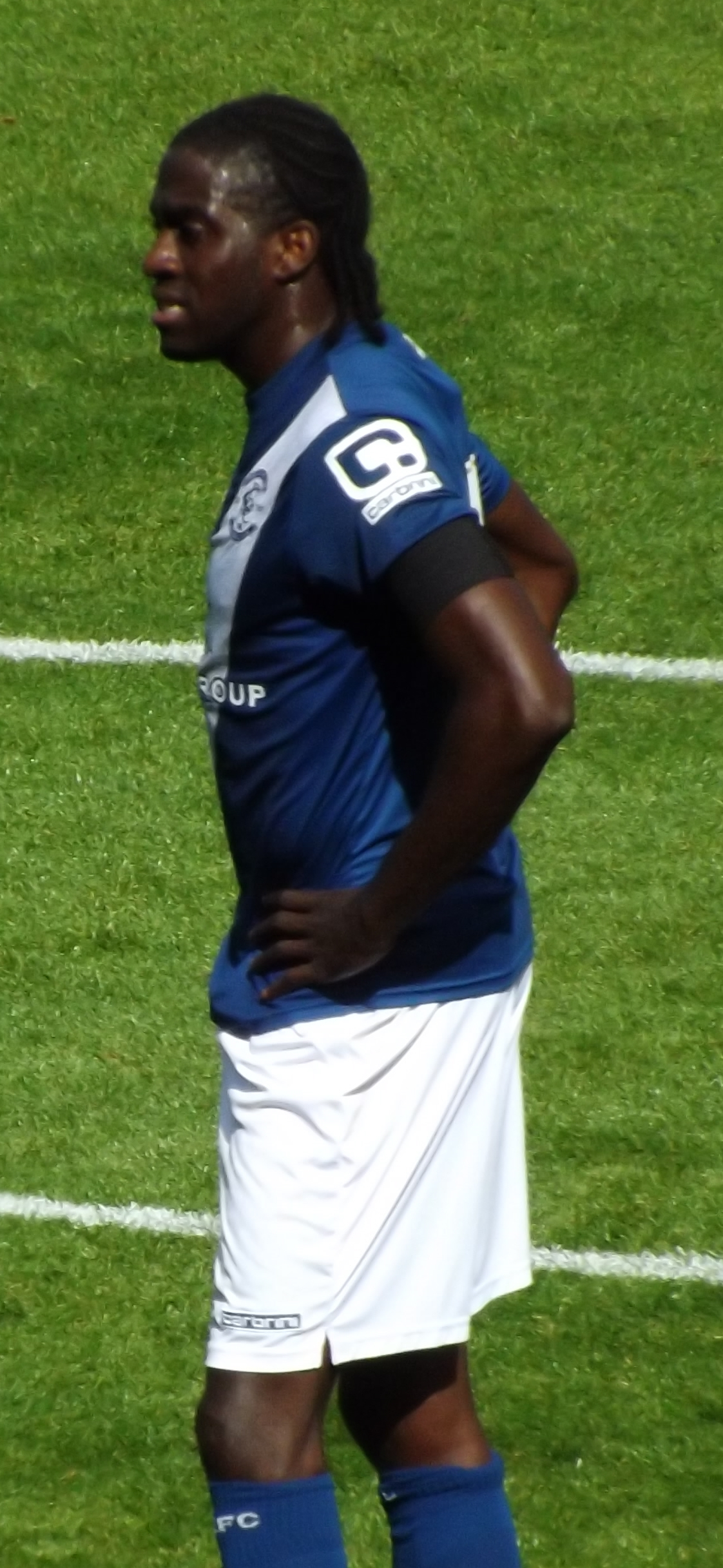
2015年效力伯明翰的唐纳德森

唐纳德森拒絕了布伦特福德開出的合約，選擇與英冠球會伯明翰簽約兩年，首場比賽是球季揭幕日對米德尔斯堡的比賽，聯賽盃對劍橋聯的賽事打進在伯明翰首球，打開該比場的記錄並以3-1取勝。縱使他的表現得到讚賞，但他本人對進球量偏低感到失望，10月結束前他只再打進1球。
教練團和陣形的變動使唐纳德森進球量有所提升，新教練加利·路维特偏向把唐纳德森出任單箭頭。對沃特福德一戰他梅開二度以2-1取勝，延續球季不敗走勢至9場，之後到訪罗瑟勒姆打進全場唯一入球取勝。3-1擊敗诺丁汉森林和3-0戰勝威根竞技的比賽，唐纳德森共打進了5球，其中對威根的比賽威戴帽。該球季他在各項賽事打進16球，其中聯賽為15球，並當選為球員選出年度最佳球員及球迷選出年度最佳球員。
2015/16球季首個月份，唐纳德森交出4助交但沒有進球。9月12日對布里斯托尔城，他在上半場就完成帽子戲法，以4-2全取3分。球季聯賽第5顆進球是11月7日對富勒姆的賽事。12月26日，唐纳德森回歸球場，對谢周三的比賽在3-0落後時替補換入。

## 國家隊生涯
唐纳德森曾入選英格兰全国联赛选手队，代表英格蘭非聯賽層級參加歐洲挑戰盃對比利時一戰，此外他還入選2006年5月四國邀請賽的35人初選名單，最後更入選22人最後名單和上場陣容的16人名單，出戰2006年11月對荷蘭的賽事。唐纳德森在比賽結束前15分鐘入替上場，交出一助攻使英格蘭以4-1取勝。
唐纳德森入選2007年2月對北愛爾蘭的大軍名軍，但約克城教練欲把他從大軍名單除下。最終唐纳德森在該比賽中先發上場，但在50分鐘被換下，最終英格蘭以3-1戰敗。
2015年4月，唐纳德森宣佈他會代表父母的祖國牙買加出賽。他希望能參加2015年美洲盃足球賽或2015年美洲金盃，但因未能趕及得到牙買加護照而落空。11月，他被牙買加徵召參加2018年世界盃外圍賽對巴拿馬和海地的賽事並在該兩場賽事上場，在11月13日在京斯敦完成國家隊首秀，在2-0落後巴拿馬時以替補身份上場，但未能助球隊取得進球。對海地的比賽，他先發出場並在62分鐘打進全場唯一進球，接應開出的角球以頭槌頂進。

## 榮譽
布伦特福德
- 英格蘭足球甲級聯賽亞軍：2013–14[68]

個人
- 約克城年度最佳球員：2005–06[16]
- 布伦特福德年度最佳球員：2012–13[67]

## 外部連結
- Clayton Donaldson profile at Birmingham City F.C.
- 足球数据库：Clayton Donaldson的球员统计数据